# Снежный фестиваль (Саппоро)

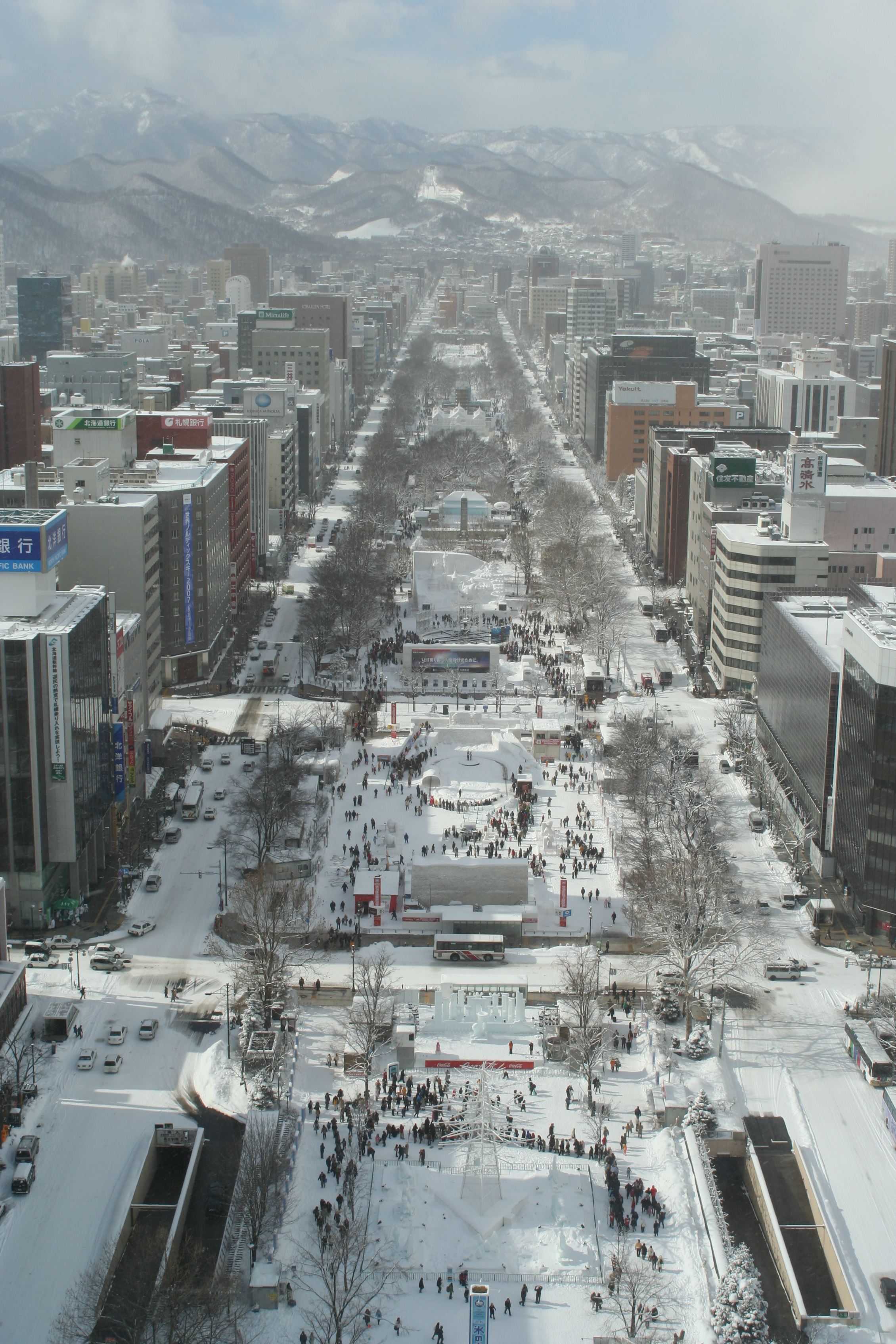
Парк Одори во время 58-го Снежного фестиваля, 2007 год.

Снежный фестиваль в Саппоро или Праздник снега в Саппоро (яп. さっぽろ雪まつり Саппоро юки мацури) — японский негосударственный праздник, отмечается в Саппоро, столице Хоккайдо, ежегодно в начале февраля и длится 7 дней. Во время праздника сооружаются более сотни скульптур из снега и льда.

## Происхождение
Традиция празднования Снежного фестиваля возникла в 1950 году. В тот год, в рамках детского утренника, старшеклассниками одной из школ Саппоро в парке Одори были установлены шесть снежных фигур животных. Это произвело впечатление на прохожих, наблюдавших за работой. С тех пор жители города стали каждый год в начале февраля сооружать фигуры из снега и льда.
В 1955 году военными была построена первая массивная фигура. После проведения в Саппоро XI Зимних Олимпийских игр в 1972 году, фестиваль приобрел всемирную известность. Начиная с 1974 года в рамках праздника начали проводить Международный конкурс скульптур из снега и льда.

## Особенности
Снежный фестиваль организуется одновременно в трех районах Саппоро: в парке Одори (яп. 大通公園), на стадионе Цудому (яп. つどーむ) и на главной улице кварталов ночных развлечений Сусукино (яп. すすきの). В наши дни в рамках Международного конкурса снежных скульптур, в фестивале принимают участие более 25 команд из различных стран мира ежегодно. Устанавливаются более сотни снежных фигур. Праздник собирает около 2 миллионов посетителей и туристов с разных концов света.

## Галерея

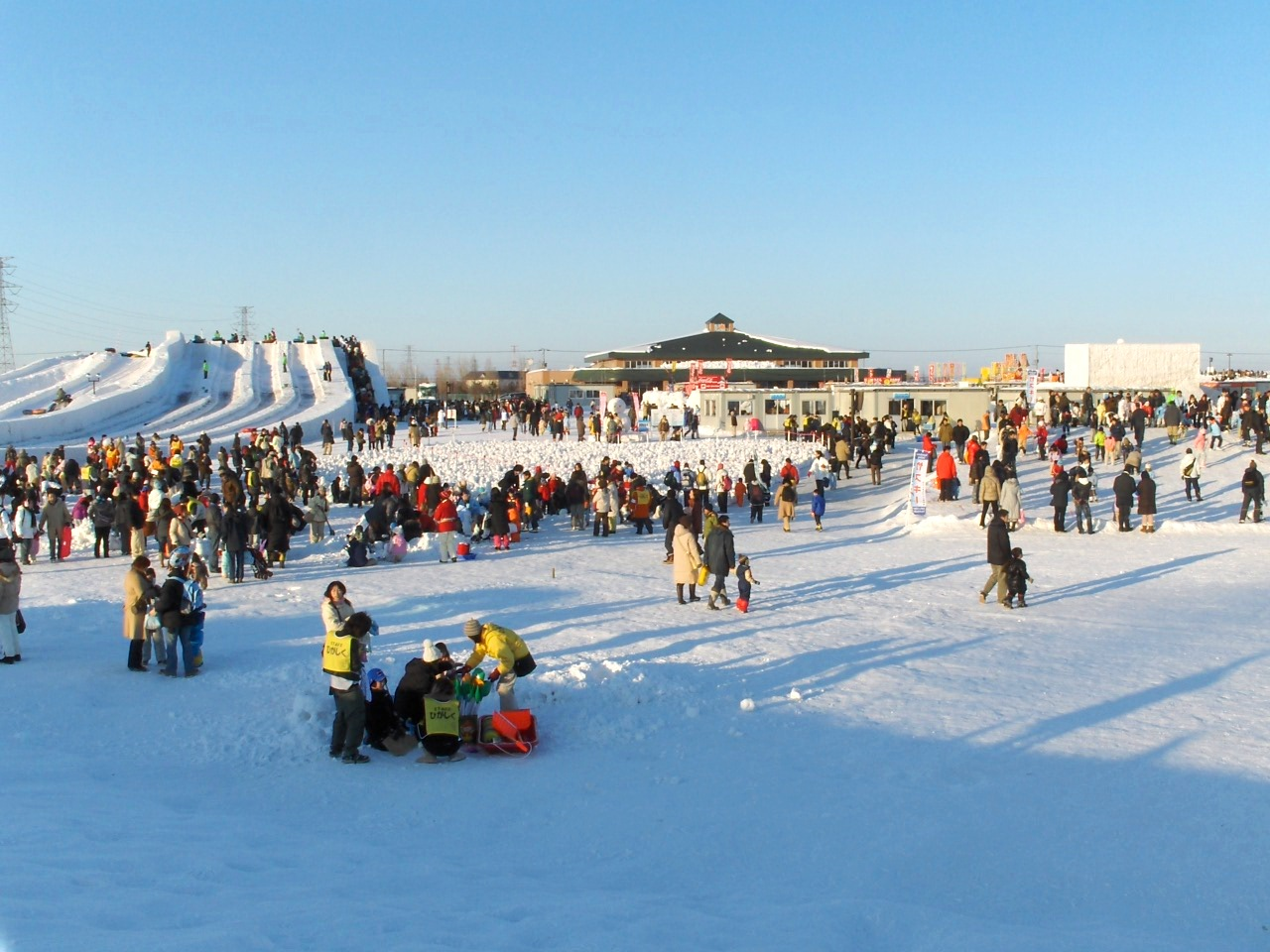
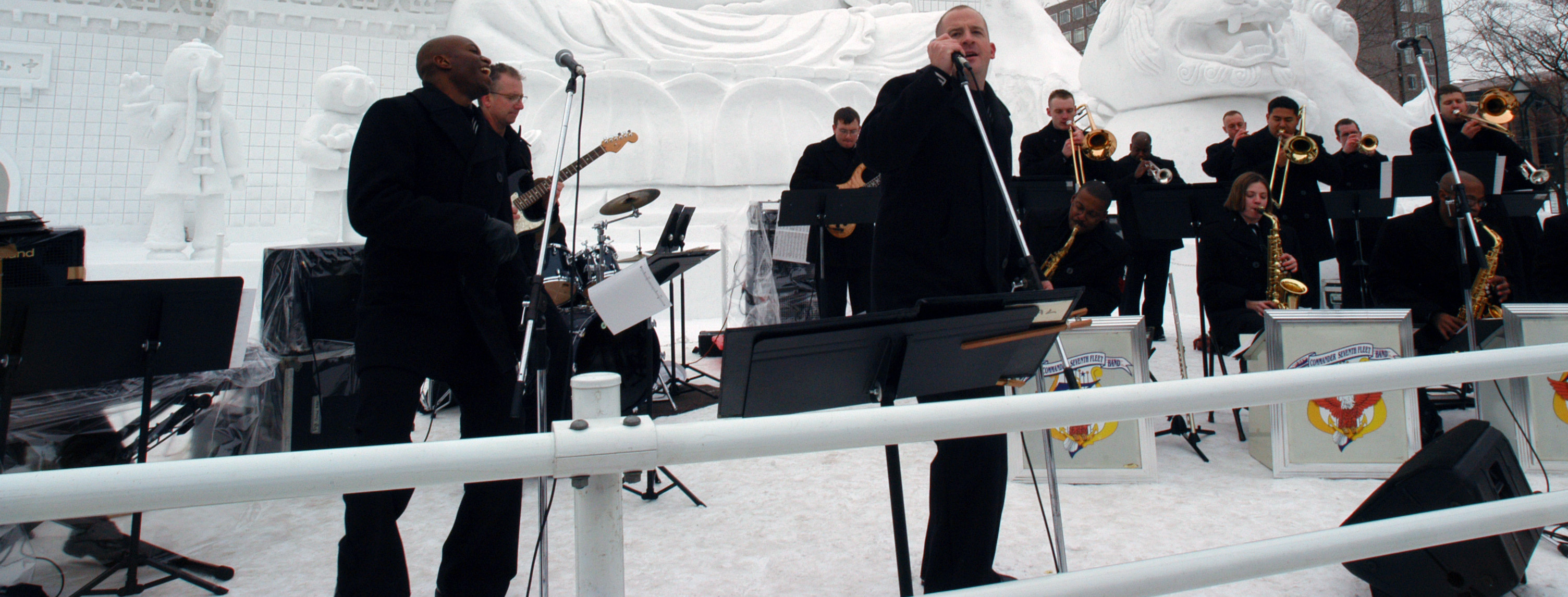
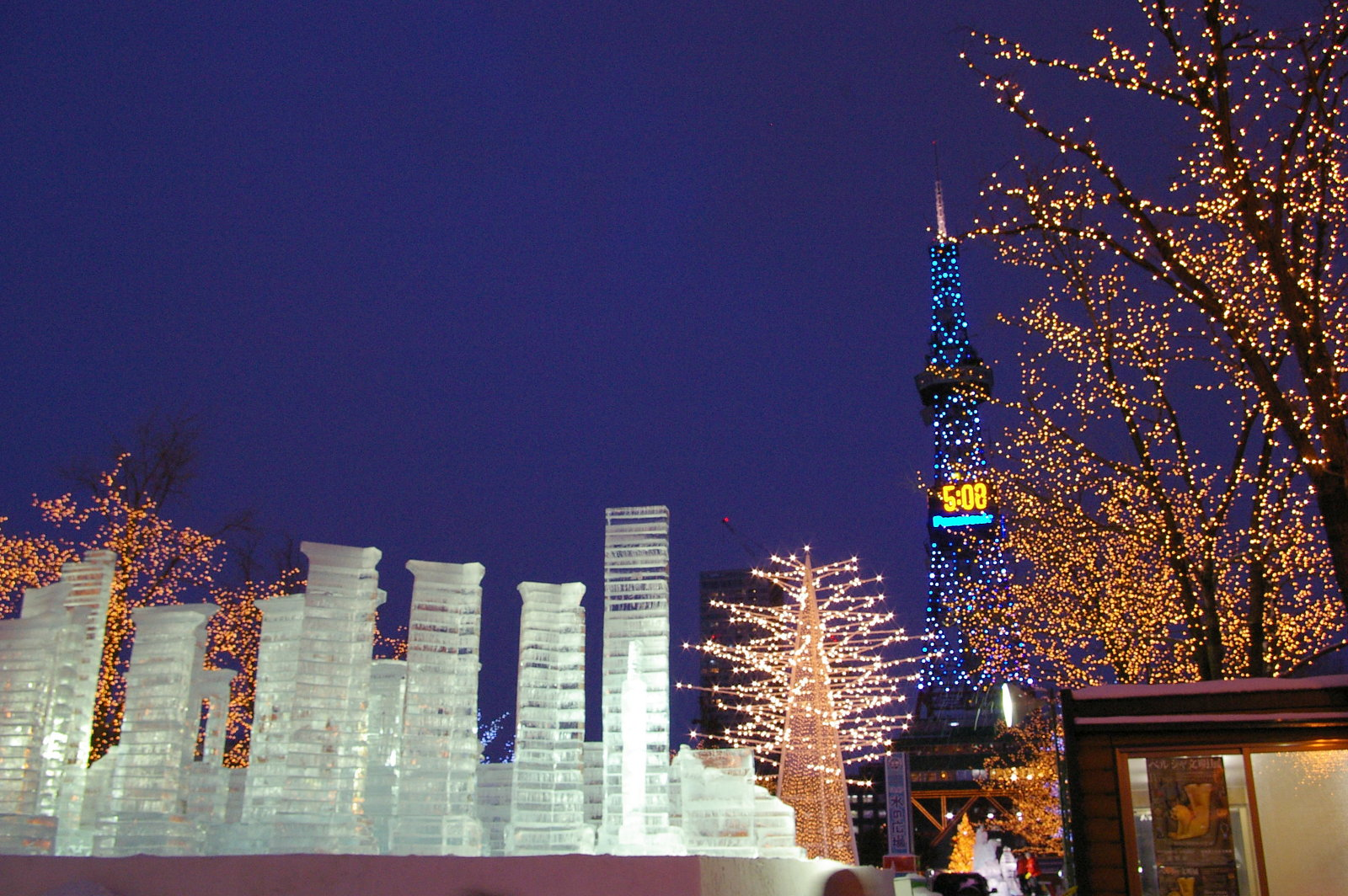
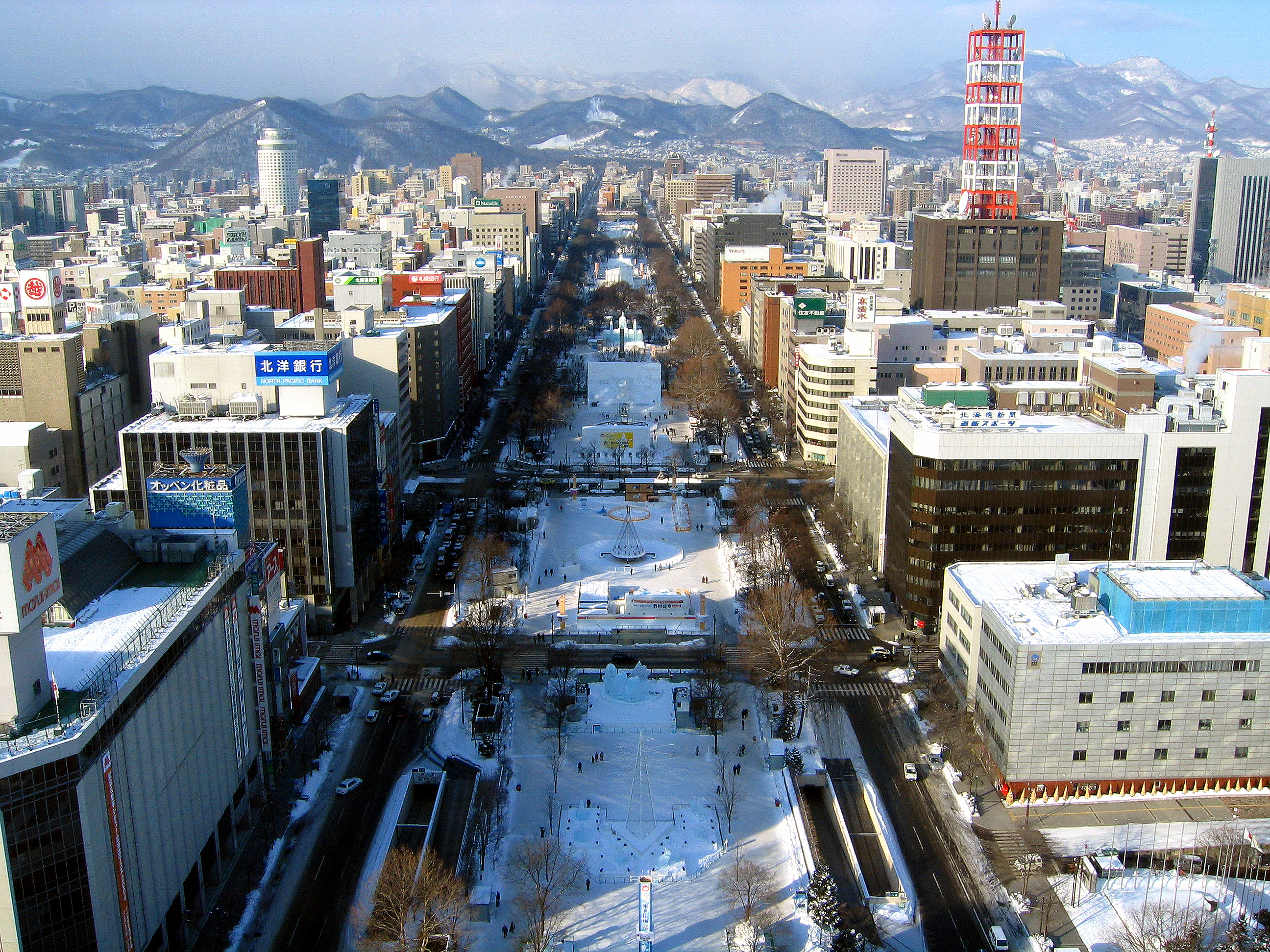